# Ebbaba Hameida
Ebbaba Hameida Hafed, née en 1992, est une journaliste et militante pour les droits des femmes et les droits humains, née en 1992 dans les camps de réfugiés de Tindouf. Elle est rédactrice en chef et animatrice à Radio Nacional de España. En mars 2019, elle est l'une des porte-parole du mouvement des journalistes femmes. Aux côtés de Carmen Sarmiento (es), Diana Aller et Rosa Alcázar, elle présente un manifeste pour un journalisme évitant les stéréotypes et le sexisme (utilisation du langage inclusif, critères de professionnalisme, attention particulière à la dénonciation des violences faites aux femmes).  

## Enfance et études
Ebbaba Hameida Hafed est née dans les camps de réfugiés sahraouis à Tindouf, en Algérie, qu'elle quitte à cinq ans pour des raisons de santé. Elle vit ensuite à Rome dans une famille d'accueil italienne durant 9 ans. Elle décide de retourner dans les camps de réfugiés pour ne pas renoncer à ses racines. Ensuite, compte tenu des conditions extrêmes dans lesquelles vivent les réfugiés et le manque de nourriture suffisante pour soigner sa maladie cœliaque, elle s'installe en Espagne en 2008. 
Elle explique avoir choisi d'étudier le journalisme car la radio a toujours été dans les camps de réfugiés de Tindouf le principal lien avec l'extérieur et a toujours été pour elle un moyen privilégié de faire connaître la situation du peuple sahraoui. Elle étudie à la Faculté des sciences de l'information de l'Université complutense de Madrid, et obtient son diplôme en 2015. Elle suit ensuite un master de journalisme à RTVE.  

## Engagements militants et carrière
Le 16 juin 2014, elle participe à la 26e session du Conseil des droits de l'homme des Nations unies en tant que représentante du Mouvement international de la jeunesse et des étudiants pour les Nations unies (ISMUN). Elle y revendique le droit à l'autodétermination des peuples, en particulier du peuple sahraoui. Elle dénonce la situation des femmes sahraouies et en général la situation des droits humains au Sahara occidental.  
Durant ses études à l'université, elle anime l'émission de radio Rysala Sahara de la station de radio de la Faculté des sciences de l'information sur le conflit quotidien du Sahara occidental.
Elle s'est fait connaître en 2014, en réalisant le documentaire « Raíces y Clamor » (littéralement Racines et Clameur). Le film traite des difficultés des jeunes Sahraouis qui étudient en Espagne, du besoin de rechercher ses racines et des conflits individuels et personnels auxquels ils font face. 
En 2016, elle est l'une des initiatrices d'OpenSpain, un projet soutenu par Telefónica, dans le cadre duquel une équipe composée de jeunes d'Espagne, de Syrie, d'Irak, d'Iran, du Venezuela et du Sahara a créé un site Web et une application mobile en espagnol, en anglais et en arabe, permettant de partager des informations utiles pour les réfugiés qui sont arrivés en Espagne fuyant la guerre dans leurs pays d'origine.
Après son master avec une spécialisation en radio et télévision en 2017, elle co-anime l'émission «Daring» sur Radio 3 avec Marta Curiel participant au projet «Un micro para el Sahara».
En 2018, elle participe au projet de solidarité promu par l'ONG Leaozinho "La maleta amarilla" au Sénégal pour y installer un studio de radio.
Le 8 mars 2019, Ebbaba Hameida Hafed est l'une des quatre porte-parole du mouvement des femmes journalistes, aux côtés de la vétérane Carmen Sarmiento, Diana Aller et Rosa Alcázar. Elles sont chargées par le mouvement de lire le manifeste revendiquant un journalisme régi par des critères  professionnels évitant les stéréotypes sexistes, utilisant un langage inclusif, et exigeant une extrême prudence dans ses reportages sur la violence à l'égard des femmes.
En mai 2019, elle est invitée à la célébration de la Journée mondiale de la liberté de la presse par la section espagnole de Reporters sans frontières. 
Elle est actuellement rédactrice et animatrice de RNE, collabore au programme RNE Doppler Effect, à la section "Ultraviolet" sur les droits des femmes et contribue également au programme TVE Open Camera 2.0.

## Documentaire
- Raíces y clamor - Racines et clameurs. (2014) Scénario et réalisation : Ebbaba Hameida Hafed, Production : Saad Jebbour Najda